# Posto da Guarda Fiscal de Salema
O Posto da Guarda Fiscal de Salema é um edifício histórico na localidade de Praia da Salema, no concelho de Vila do Bispo, em Portugal.

## História e descrição
As obras de construção decorreram entre 1956 e 1958, tendo sido feitas pela Delegação nas Obras de Edifícios de Cadeias, das Guardas Republicana e Fiscal e das Alfândegas.
A organização da Guarda Fiscal foi extinta pelo Decreto-Lei n.º 230/93, que criou igualmente a Brigada Fiscal da Guarda Nacional Republicana, para assumir as mesmas funções. Desde os principios da década de 2000 que a Câmara Municipal de Vila do Bispo se mostra interessada na aquisição do antigo Posto da Guarda Fiscal da Salema, tendo em 2003 sido apresentada a primeira proposta de permuta entre aquele imóvel e um terreno onde iria ser construído um novo quartel para a Guarda Nacional Republicana. Desta forma, não só iria ser recuperado antigo posto, que iria ser convertido em museu, como os militares poderiam construir um novo quartel em Vila do Bispo, substituindo as antigas instalações, que já não reuniam condições de funcionamento. Apesar do antigo posto ser propriedade do Ministério das Finanças, era utilizado pela Guarda Nacional Republicana, cujo último aviso de necessidade de ocupação foi enviado em Outubro de 2004. Porém, segundo o presidente da Câmara Municipal de Vila do Bispo, Gilberto Viegas, o processo não avançou porque o «o imóvel situa-se na zona de domínio público marítimo, pois dista a 10 metros do mar, o que impossibilita a sua transferência de propriedade para a Autarquia ou outra qualquer entidade». O autarca criticou a classiificação do antigo posto como parte do domínio público marítimo, uma vez que o imóvel «está dentro do perímetro urbano». Além do antigo posto da Salema, a autarquia também se mostrou interessada na aquisição das antigas instalações da Guarda Fiscal em Burgau.
O enquadramento legal modificou-se com a publicação do Decreto-Lei n.º 280/2007, que alterou o regime jurídico referente ao património imobiliário público, pelo que a autarquia de Vila do Bispo reatou o processo. Em Maio de 2009 foi assinado o protocolo de permuta entre o antigo posto da Guarda Fiscal e o terreno para a construção do novo quartel da Guarda Nacional Republicana.